# Antoni Tugores Manresa
Antoni Tugores Manresa (Manacor, 1948) és un escriptor, historiador, investigador i periodista mallorquí.
Juntament amb Josep A. Martínez Pons és autor de les obres de teatre: En Tià se'n va a la guerra (1968), Turisme a Biniaserra (1969) i Necessitam davanters (1969).
Ha escrit les biografies Joan Mesquida, un manacorí il·lustre (1983), Mateu Galmés, el paisatge d'una vida (1997), Adéu Andreu. Biografia d'un lluitador republicà (2003), El batle Antoni Amer «Garanya» (1882-1936). La història robada (2004).
Com a periodista ha dirigit les revistes Manacor Comarcal (1976-1985) i 7 Setmanari (1986-1994) i ha estat corresponsal de Cort, Diario de Mallorca, El Dia i Ràdio Nacional d'Espanya.
Al llarg dels darrers anys ha publicat nombroses entrevistes, reportatges i articles sobre la memòria històrica de la Guerra civil a les Balears.
Especialitzat també en temes gastronòmics, ha rebut dos premis de Gourmand World Cookbook Awards. El 2007 en la categoria de cuina mediterrània pel llibre Memòria de la Cuina Mallorquina i el 2010 en la categoria de cuina en català, pel seu llibre Cuina econòmica.

## Obra
- Juntament amb Josep A. Martínez Pons és autor de les obres de teatre:
  - En Tià se'n va a la guerra (1968),
  - Turisme a Biniaserra (1969)
  - Necessitam davanters (1969).
- Joan Mesquida, un manacorí il·lustre (1983)
- Mateu Galmés, el paisatge d'una vida (1997)
- Adéu Andreu. Biografia d'un lluitador republicà. El Far de les Crestes, Palma 2003. ISBN 84-932837-2-X
- El batle Antoni Amer "Garanya" (1882-1936). La història robada. Edicions Documenta Balear, 2004. ISBN 84-95694-93-X. També editat en castellà: La historia robada: Vida y muerte de un alcalde republicano. Antonio Amer (1882-1936) ISBN 84-96376-85-0
- La Guerra Civil a Manacor. La guerra a casa. Edicions Documenta Balear, 2006. ISBN 84-96376-60-5
- Memòria de la cuina mallorquina. Edicions Documenta Balear, 2007 ISBN 84-96376-51-6
- Cuina econòmica. Receptes fàcils per a temps difícils a l'entorn de la cuina de Mallorca Edicions Documenta Balear, 2009. ISBN 978-84-92703-49-4

- Víctimes invisibles. La repressió de la dona durant la Guerra Civil i el franquisme a Mallorca, Editorial Tria llibres, 2011
- Conjuntament amb Maria Antònia Sureda: Els millors plats de la cuina popular de Mallorca Lleonard Muntaner Editor, 2013 ISBN 978-84-15592-36-5
- Com la carn de xinxa. Cròniques de 1936 i d'altres anys negats. Lleonard Muntaner Editor, 2013 ISBN 978-84-15592-40-2 (XII Premi Alexandre Ballester, 2012)
- Un segle de memòria viva. Cristòfol Pastor "Pífol" (Manacor, 1920). Lleonard Muntaner Editor, 2015 ISBN 978-84-16116-64-5
- La cuina mallorquina. Segles XV-XX. De l'austeritat a la decadència. Lleonard Muntaner Editor, 2016. ISBN 978-84-16554-14-0 Guardonat amb el II Premi Font i Roig d'Assaig[4]
- Moriren dues vegades. Daria i Mercè Buxadé, infermeres catalanes assassinades a Mallorca l'any 1936. Lleonard Muntaner Editor, 2017. ISBN 978-84-16554-56-0
- La Segona República a Manacor (1931-1936). Lleonard Muntaner Editor 2019. ISBN 978-84-17153-85-4